# Nin (cratère)
Pour les articles homonymes, voir Nin (homonymie).
Nin est le nom d'un cratère d'impact présent sur la surface de Vénus.
Le cratère a ainsi été nommé par l'Union astronomique internationale en 1994 en hommage à l'écrivaine franco-américaine Anaïs Nin.
Son diamètre est de 27,1 km. Il se situe dans la région du quadrangle de Galindo (quadrangle V-40).